# Bina Etawa
Bina Etawa é uma cidade e um município no distrito de Sagar, no estado indiano de Madhya Pradesh.

## Demografia
Segundo o censo de 2001, Bina Etawa tinha uma população de 51 189 habitantes. Os indivíduos do sexo masculino constituem 52% da população e os do sexo feminino 48%. Bina Etawa tem uma taxa de literacia de 73%, superior à média nacional de 59,5%; a literacia no sexo masculino é de 79% e no sexo feminino é de 65%. 15% da população está abaixo dos 6 anos de idade.